# Аренас-дель-Рей
Аренас-дель-Рей (ісп. Arenas del Rey) — муніципалітет в Іспанії, у складі автономної спільноти Андалусія, у провінції Гранада. Населення — 2029 осіб (2010).
Муніципалітет розташований на відстані близько 390 км на південь від Мадрида, 35 км на південний захід від Гранади.
На території муніципалітету розташовані такі населені пункти: (дані про населення за 2010 рік)
- Аренас-дель-Рей: 631 особа
- Форнес: 650 осіб
- Хатар: 620 осіб
- Пантано-де-лос-Бермехалес: 128 осіб

## Демографія
Динаміка населення (INE ):

## Галерея зображень

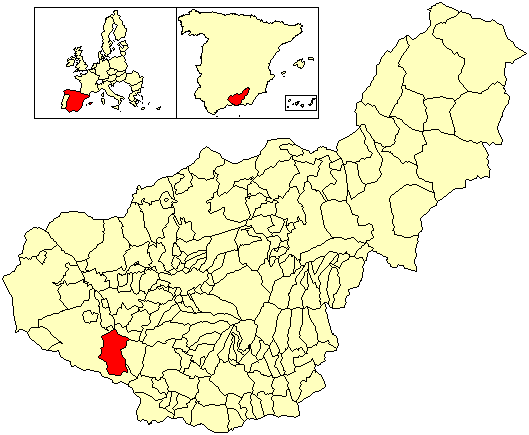
Розташування муніципалітету у провінції Гранада